# Kilsfjorden (Kragerø)
58°52′57.385″N 9°18′34.344″Ø / 58.88260694°N 9.30954000°Ø
 For alternative betydninger, se Kilsfjorden. (Se også artikler, som begynder med Kilsfjorden)
Kilsfjorden er en fjord i Kragerø kommune i Vestfold og Telemark  fylke i Norge. Den er en fortsættelse af Kragerøfjorden, og har indløb ved øen Tåtøy syd for Kragerø centrum. Fjorden går først i vestlig retning, og bliver bredere længere inde. Den drejer derefter mod nord og smalner kraftig ind ijen, før den ender ved byen Kil inderst i fjorden. På sydvestsiden af fjorden ligger de smalle fjordarme Kjølebrønnskilen og Barlandskilen. 
Kragerøvassdraget munder ud på den nordøstlige side af fjorden, omkring tre kilometer vest for Kragerø centrum. Riksvei 351 følger sydsiden af fjorden.